# Ricaurte (Cundinamarca)
Pour les articles homonymes, voir Ricaurte.
Ricaurte est une municipalité située dans le département de Cundinamarca, en Colombie.